# Макс — преподаватель танго
«Макс — преподаватель танго» (фр. Max professeur de tango, 1912) — французский художественный фильм Макса Линдера.

## Сюжет
Сильно подвыпившего героя принимают за известного танцора. Его приглашают в буржуазную семью, которая хочет научиться танцевать танго — самый модный в то время танец. Захмелевший денди делает всевозможные нелепые движения и ведет себя весьма неучтиво, а его ученики подражают ему.

## В ролях
- Макс Линдер
- Леонора